# Gwangsan
Gwangsan es un distrito en la ciudad de Gwangju, Corea del Sur. 
Su superficie es el 45% de la ciudad de Gwangju y la población total en septiembre de 2004 era de 295.294 personas, lo que genera una densidad de población de 1.085 hab/km². 

## Galería de imágenes

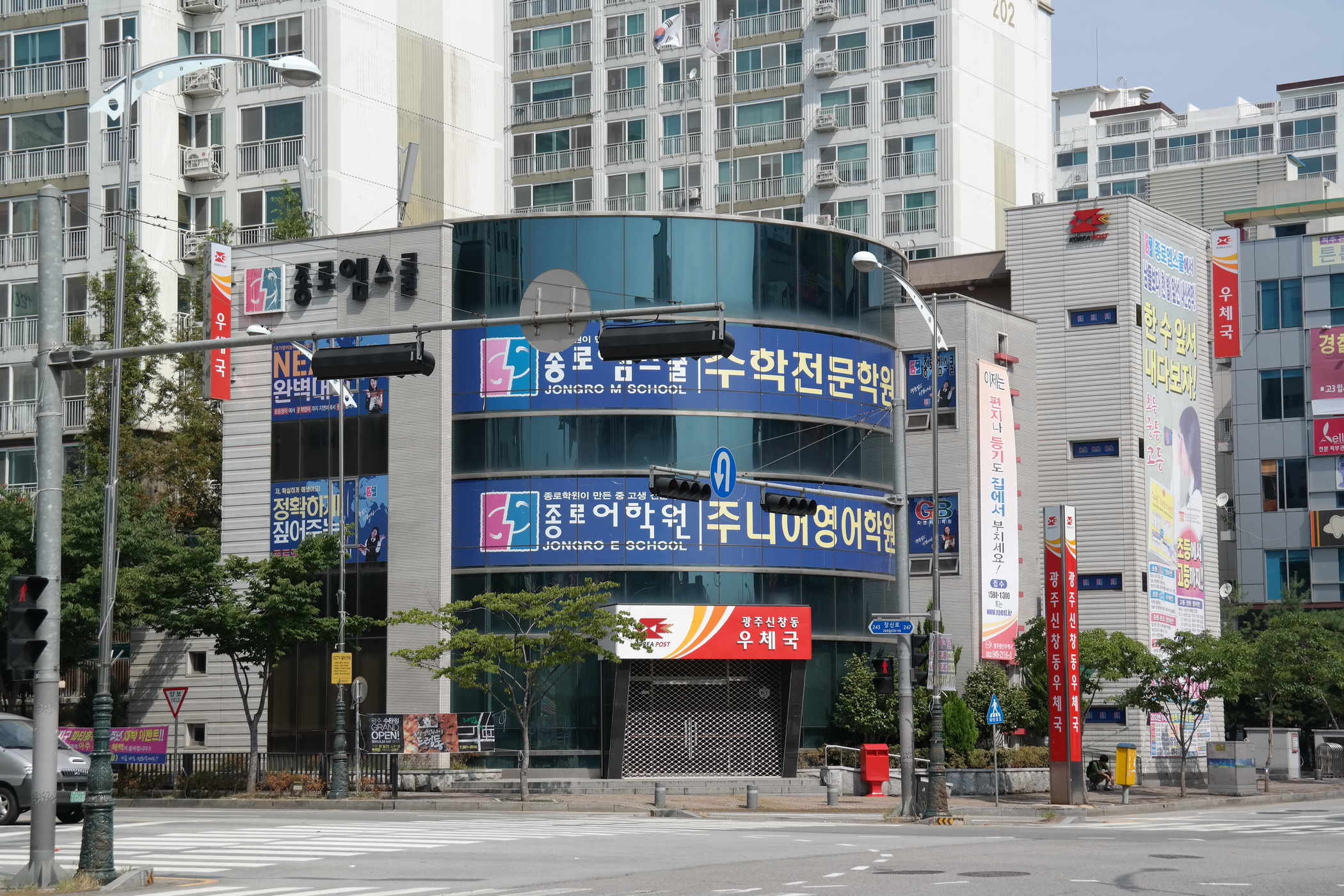
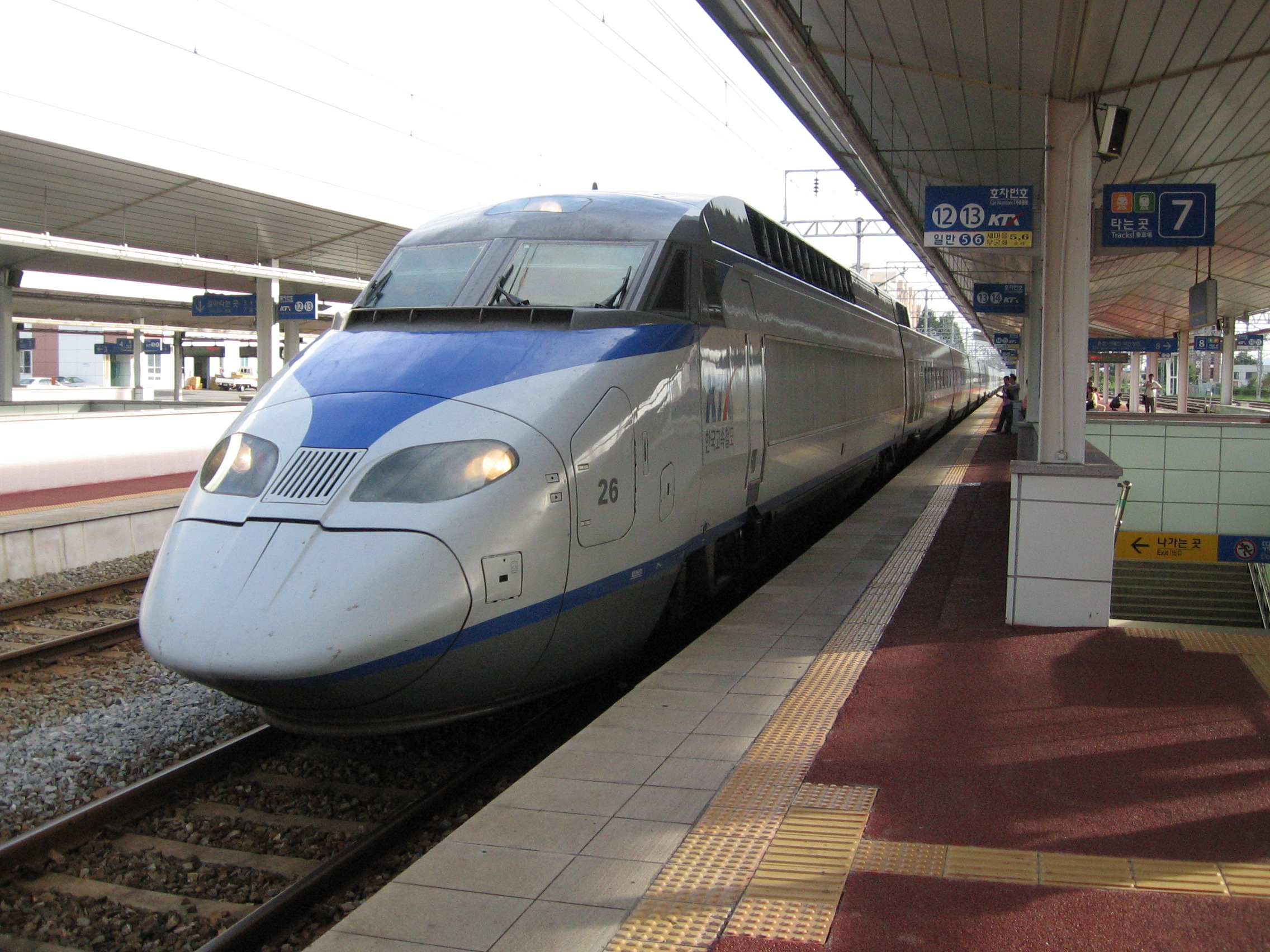
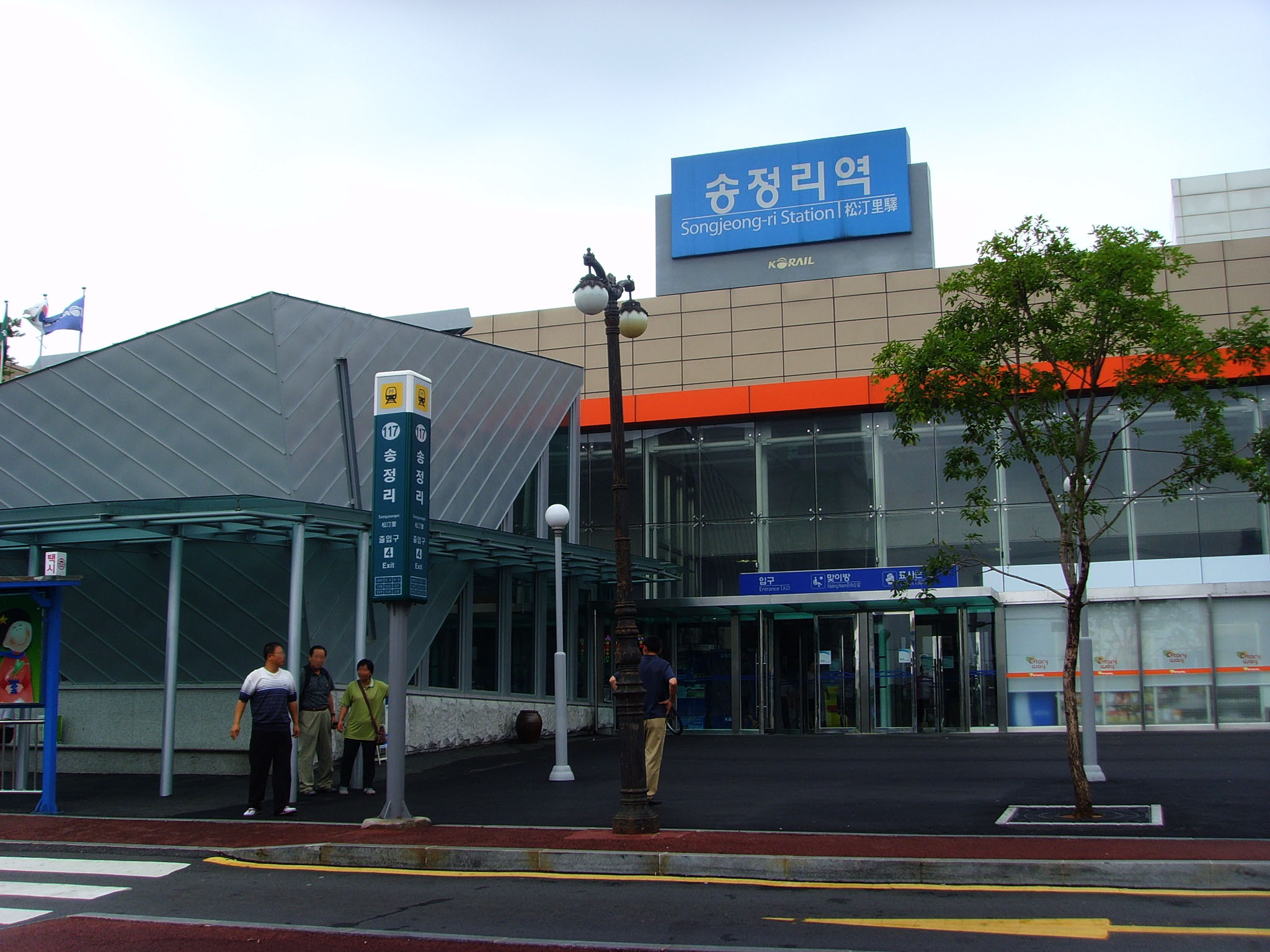